# Tazio Secchiaroli
Tazio Secchiaroli (Roma, 26 novembre 1925 – Roma, 24 luglio 1998) è stato un fotografo italiano.
È stato tra i principali fotografi italiani del Novecento e secondo il sito della rivista «Il Fotografo», «il più celebre per le sue avventure e per i memorabili scatti» che mise «a segno inquadrature importanti che lo [distinsero] rispetto agli altri fotografi»

## Biografia

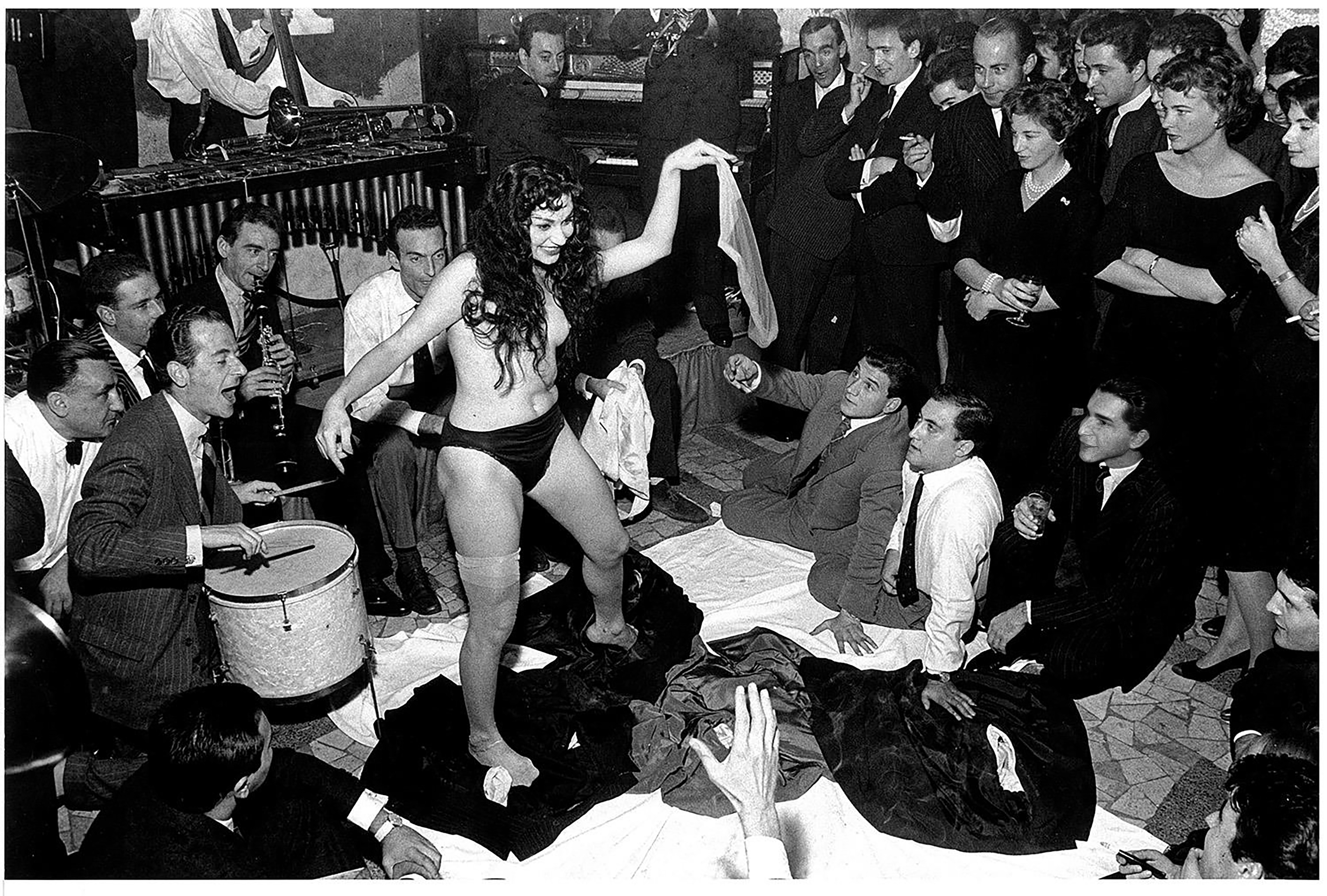
Una delle celebri foto di Secchiaroli riguardanti lo spogliarello del 1958 di Aïché Nana al Rugantino che ispirò a Federico Fellini una famosa e discussa scena del film La dolce vita

Tazio nasce a Roma, nel quartiere di Centocelle, in una famiglia marchigiana da poco arrivata nella capitale. Oltre a Tazio, il padre Pietro, mastro muratore, la madre casalinga, e due sorelle minori.
Rimasto orfano di padre all'età di 14 anni lascia la scuola ed inizia a lavorare per aiutare la famiglia. Garzone, fattorino, piccoli lavori umili in tenera età. Una zia gli regalò una macchina fotografica e con questa inizia a fotografare il suo quartiere: gli abitanti e gli amici. Nell'immediato dopoguerra diventa fotografo ambulante per le strade del centro, dopo poco il suo amico e fotografo Sergio Strizzi lo presenta all'agenzia V.E.D.O.
Diviene fotografo di fotocronache romane, apprendista di Adolfo Porry Pastorel padre del fotogiornalismo italiano, di cui diventa buon amico e collaboratore, impara da lui il fotogiornalismo mettendo a segno inquadrature importanti che lo distingueranno rispetto agli altri fotografi pubblicandi per le riviste dell'epoca quali L'Europeo, Epoca, Le Ore e Oggi.  Nel 1955 fonda la Roma Press Photo, agenzia fotografica romana che spazia dalla cronaca politica alla cronaca rosa.
Fotografò la vita politica e sociale della capitale, le manifestazioni, la povertà, i pellegrini durante l'Anno Santo, e i politici. Realizzò anche numerosi scoop: le sue fotografie di Piero Piccioni e Ugo Montagna ripresi insieme furono usate come prova processuale durante il "Processo Montesi". Diventò celebre oltre i confini professionali nel 1958 immortalando per primo le notti movimentate di Via Veneto, rendendo nota in tutto il mondo quell'atmosfera che Federico Fellini cristallizzò nel suo capolavoro La dolce vita.
Tazio Secchiaroli fotografò lo spogliarello di Aïché Nana al Rugantino, e le liti tra Anita Ekberg e Antony Steel, gli eccessi di rabbia dell'ex-re Faruk o di Walter Chiari. Le sue fotografie erano pubblicate con grande risalto, spesso in esclusiva, sui rotocalchi di tutto il mondo.
Il suo è un reportage sociale sulla vita notturna della capitale. Inventò un nuovo genere di fotografia, la fotografia d'assalto: per la prima volta i divi furono fotografati contro la loro volontà. Conobbe Federico Fellini che prese dai suoi racconti numerosi spunti per la sceneggiatura del film La Dolce Vita e su di lui creò il personaggio di Paparazzo. Da allora Fellini, apprezzando le sue capacità fotografiche, lo chiamò sui suoi set come fotografo di special. Dal 1960 abbandonò definitivamente la fotografia d'assalto, per dedicarsi a special fotografici dei set cinematografici. Inventa un nuovo genere fotografico ed è il primo fotoreporter del cinema, portando il suo stile nei backstage. I divi non lo schivano più, ma sono anzi felici di lavorare con lui.
Nel 1963 conosce Sophia Loren e diventa il suo fotografo personale. Lo sarà per circa 20 anni contribuendo con le sue fotografie a far conoscere in tutto il mondo la bellezza dell'attrice. La Loren si fiderà solo di lui e pretenderà la sua presenza anche quando nel 1966 sarà anche Richard Avedon a fotografarla.
Lavora con i più importanti registi e con gli attori più famosi realizzando così un reportage lungo 30 anni del cinema, soprattutto italiano.
Nel 1985 si ritira dalla vita professionale e muore a Roma nel 1998. Numerosi libri monografici e numerose mostre sono state realizzate con le sue fotografie.

## Opere e pubblicazioni
- Tazio Secchiaroli, collana I grandi fotografi, Fabbri, 1983
- Tazio Secchiaroli, The Original Paparazzo, Photology, Milano 1996
- Tazio Secchiaroli, Fellini 8 e 1/2, Milano, 1998 (stampa ai sali d'argento)
- Tazio Secchiaroli, Sophia Loren, Rizzoli, Milano 2003
- Tazio Secchiaroli, Federico Fellini, Rizzoli, Milano 2003
- Tazio Secchiaroli, Storie di cinema, Roma, 2004

## Mostre
- 2019, Parma, collettiva, "Il sorpasso. Quando l’Italia si mise a correre, 1946-1961", Palazzo del Governatore, con 16 altri fotografi, dall'8 marzo al 5 maggio 2019[5].
- 2018 - 2019, Roma, collettiva, "Il sorpasso. Quando l’Italia si mise a correre, 1946-1961", dal 12 ottobre 2018 al 3 febbraio 2019, Museo di Roma a palazzo Braschi, con 16 altri fotografi[5]
- 2005, Roma, "Tazio Secchiaroli: G. Mastorna, opera incompiuta", spazio espositivo di Cinecittàdue Arte Contemporanea, dal 8 dicembre 2005 al 19 febbraio 2005[6]